# Chorągiew grenadierska Buławy Polnej Litewskiej

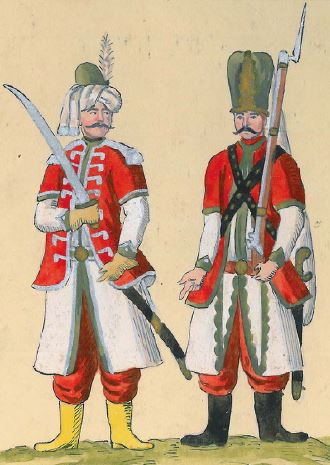
Oficer i szeregowy chorągwi grenadierskiej

Chorągiew janczarska/węgierska/grenadierska Buławy Polnej Litewskiej – oddział piechoty Armii Wielkiego Księstwa Litewskiego wojska I Rzeczypospolitej.

## Formowanie i zmiany organizacyjne
W okresie istnienia nosiła nazwę chorągwi janczarskiej, węgierskiej lub grenadierskiej
Chorągwie były oddziałami przybocznymi hetmanów
Stanowisko w 1751 był to Mińsk. 
Sejm roku 1776 ułożył nowy etat wojska, zmieniając znacznie jego strukturę. W 1776 roku liczyła etatowo 80 żołnierzy. Stan faktyczny według „raty marcowej” z 1777 roku wynosił 48 żołnierzy.
Chorągiew miała liczyć 72 żołnierzy. Etat z 1789 roku przewidywał po 73 osoby w chorągwi.
Stanowisko: u boku hetmana polnego litewskiego. Zgodnie z tradycją szefem chorągwi był także każdorazowo hetman polny litewski (stąd nazwa jednostki).

## Barwa chorągwi
Żołnierze chorągwi janczarskich, później znów przekształconych na węgierskie, nosili strój zbliżony do wzorów tureckich i węgierskich, przy czym kurtki poszczególnych chorągwi różniły się kolorem

## Rotmistrzowie
Komendantami chorągwi byli:
- Antoni Tołoczko (1751)
- Maciej Moraczewski (1775-1777)
- Jerzy Grzymała (1777-1778)
- Jan Liebe (1778-1793)
- Karol Łozowski (1793-)